# Crnica Petrovka
 'Crnica Petrovka' es un cultivar de higuera Ficus carica de higos color violeta suave. Cultivados en Croacia en la zona más norteña de la cuenca mediterránea, son capaces de ser cultivadas en zonas equivalentes a la USDA Hardiness Zones 5b a más cálida.

## Sinonimia
- „Crna Petrovka“,
- „Crna petrovača“,[4]

## Características
Las higueras Crnica Petrovka tienen hábito de árbol grande y vigoroso con brazos  extendidos.
Esta variedad es bífera; generalmente produce una pequeña cantidad de fruta Breva (0-2 Brevas por brote). Los frutos Breva son grandes (70 cm³) con tallos cortos y gruesos. Las principales frutas de la cosecha son de tamaño medio (40 cm³), de forma oblata (índice (ancho / largo) = 1,42) casi sin cuello.
La pulpa tiene un color púrpura con sabor aromático. En Eslovenia, los primeros frutos Breva maduran a fines de junio; la cosecha principal de higos maduran entre el 20 de agosto y el 10 de septiembre.
Los higos Crnica Petrovka son aptos para la siembra en USDA Hardiness Zones 5b a más cálida, producirá mucha fruta durante la temporada de crecimiento, incluso si se congela el suelo en el invierno. El fruto de este cultivar es de tamaño mediano a pequeño y rico en aromas.
Esta variedad es autofértil y no necesita otras higueras para ser polinizada.

## Cultivo
'Crnica Petrovka' son higueras resistentes al frío en áreas donde las temperaturas mínimas invernales no caen por debajo de 5 grados F. (-15 C.). Hay que tener en cuenta, sin embargo, que el tejido del tallo puede dañarse incluso a mucho más de 5 grados F., especialmente si se trata de un periodo prolongado de frío. Las higueras resistentes al invierno asentadas o maduras de varios años son más propensas a sobrevivir a un periodo frío prolongado. Los árboles jóvenes son más propensos a morir en suelos helados, especialmente si tienen "pies encharcados" o raíces cerca de la superficie.
La higuera crece bien en suelos secos, fértiles y ligeramente calcáreos, en regiones cálidas y soleadas. La higuera no es muy exigente y se adapta a cualquier tipo de suelo, pero su crecimiento es óptimo en suelos livianos, más bien arenosos, profundos y fértiles. Aunque prefiere los suelos  calcáreos, se adapta muy bien en suelos ácidos. Teme el exceso de humedad y la falta de agua. En estos 2 casos, se producirá el amarilleamiento de las hojas.
Las temperaturas de -10 a -20 grados F (-23 a -26 C) definitivamente matarán a la higuera. De todas maneras en estas zonas y como prevención necesitará algún tipo de protección para el invierno con acolchamiento de los suelos con una gruesa capa de restos vegetales. En la primavera aparecerán ramas vigorosas (y fruta) si el pie ha sido protegido contra las fuertes heladas

## Usos
Esta variedad se aprovecha para hacer mermeladas, higos secos y panes de higos secos, de gran reputación. 